# 凸頂柑
凸椪又名凸頂柑、不知火柑、丑柑、丑橘，（英語：Dekopon），是由位於日本長崎縣南高來郡口之津町（現為南島原市）的農林水產省果樹考場口之津分場（現為獨立行政法人農業·食品產業技術綜合研究機構·果樹研究所·柑橘研究口之津據點）於1972年培植的柑橘，由清见桔橙与中野3号椪柑杂交育成。